# Burg Komoro
Die Burg Komoro (japanisch 小諸城, Komoro-jō) befindet sich in der Stadt Komoro, Präfektur Nagano. In der Edo-Zeit residierten dort ab 1624 kleinere Fudai-Daimyō.

## Burgherren in der Edo-Zeit
- Ab 1590 die Sengoku mit einem Einkommen von 50.000 Koku.
- Ab 1622 Tokugawa Tadanaga (1606–1634), Sohn von Hidetada.
- Ab 1624 ein Zweig der Hisamatsu-Matsudaira mit 45.000 Koku.
- Ab 1648 ein Zweig der Aoyama mit 42.000 Koku.
- Ab 1662 ein Zweig der Sakai mit 30.000 Koku.
- Ab 1679 ein Zweig der Nishio mit 25.000 Koku.
- Ab  1682 ein Zweig der Ishikawa mit 20.000 Koku.
- Ab 1702 ein Zweig der Makino mit 15.000 Koku.

## Geschichte

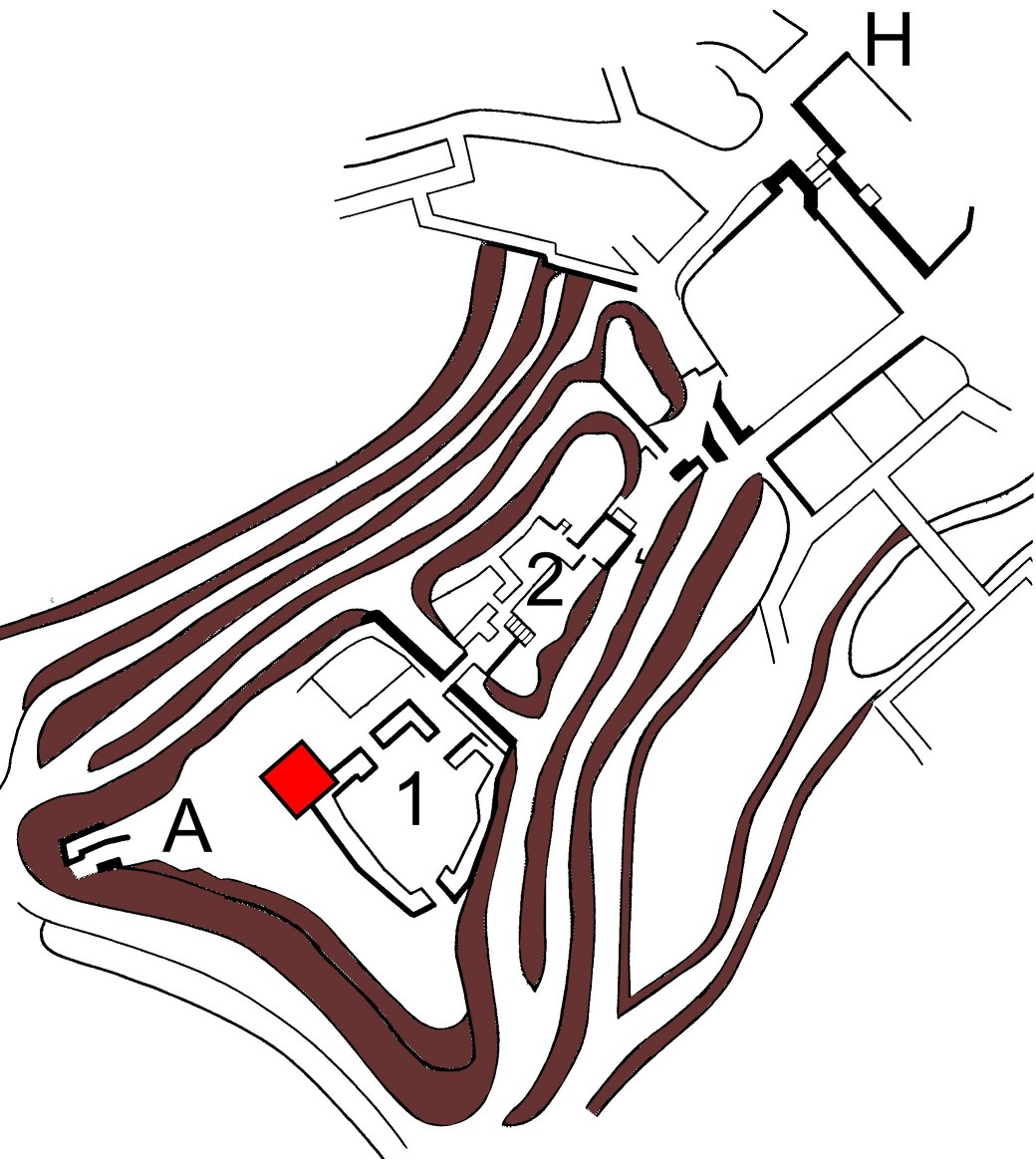
1: Hommaru 2: Ni-no-maru H: Haupttor A: Akazu-Tor
Rot: Burgturm

Der Ursprung der Burg Komoro ist nicht gesichert, aber spätestens Ende der Sengoku-Zeit wurde eine Befestigung von Takeda Shingen angelegt. Danach hatten Oda Nobunaga, die Späteren Hōjō und Tokugawa Ieyasu die Burg in ihrem Besitz. 1590 übernahm Sengoku Hidehisa (1552–1614), Daimyō unter Toyotomi Hideyoshi, die Burg. Hidehisa verstärkte die Mauern und baute den dreistöckigen Burgturm. In der Edo-Zeit folgte dann auf die Sengoku eine Reihe von Fudai-Daimyō.
Die Burg Komoro wurde am Fuße des Vulkans Asama auf einer Anhöhe errichtet, ungeachtet der gelegentlich fallenden Asche, vermischt mit kleinem Gestein. Dabei wurden durch Regenwasser gebildete Rillen für die Anlage ausgenutzt. Ähnlich angelegte Burgen findet man in der Umgebung, diese hier erhielt ihre Form wohl zur Zeit der Sengoku. Die Burganlage umfasste neben dem zentralen Bereich mit dem Burgturm, dem Hommaru (本丸) das Ni-nomaru (二の丸), das in die Bereiche Kita-no-maru (北の丸) und Minami-no-maru (南の丸) aufgeteilt war und durch das Tor „Dritte Tor“ (三の門, San-no-mon) gesichert wurde. Unterhalb des Hommaru führte das „Akazu-no-mon“ (不明門, wörtlich: „Das nicht zu öffnende Tor“) direkt nach draußen. Der Burgturm ging allerdings bereits in der Kan’ei-Zeit (1624–1644) durch Blitzeinschlag und Brand verloren und wurde nicht wieder aufgebaut. Davor gab es weitere Bereiche, an deren Ende sich das Haupttor (大手門, Ōte-mon) befand. 1742 gingen das Dritte Tor und Anderes durch Überflutung verloren, aber bis 1765 war die Burg wieder hergestellt.
Heute bildet der wesentliche Teil der Burg den Park Kaikoen (懐古園). Im Bereich Ni-no-maru ist das Tor San-no-mon erhalten geblieben. Weiter sind die Basis des Burgturms, die Steinmauern des Hommaru und ein Teil die Grabenfurchen noch zu sehen. Auch das nun durch die Shinano-Eisenbahnlinie vom Hauptteil der Burg abgeschnittene Haupttor existiert noch und ist von einer kleinen Grünanlage umgeben.

## Bilder

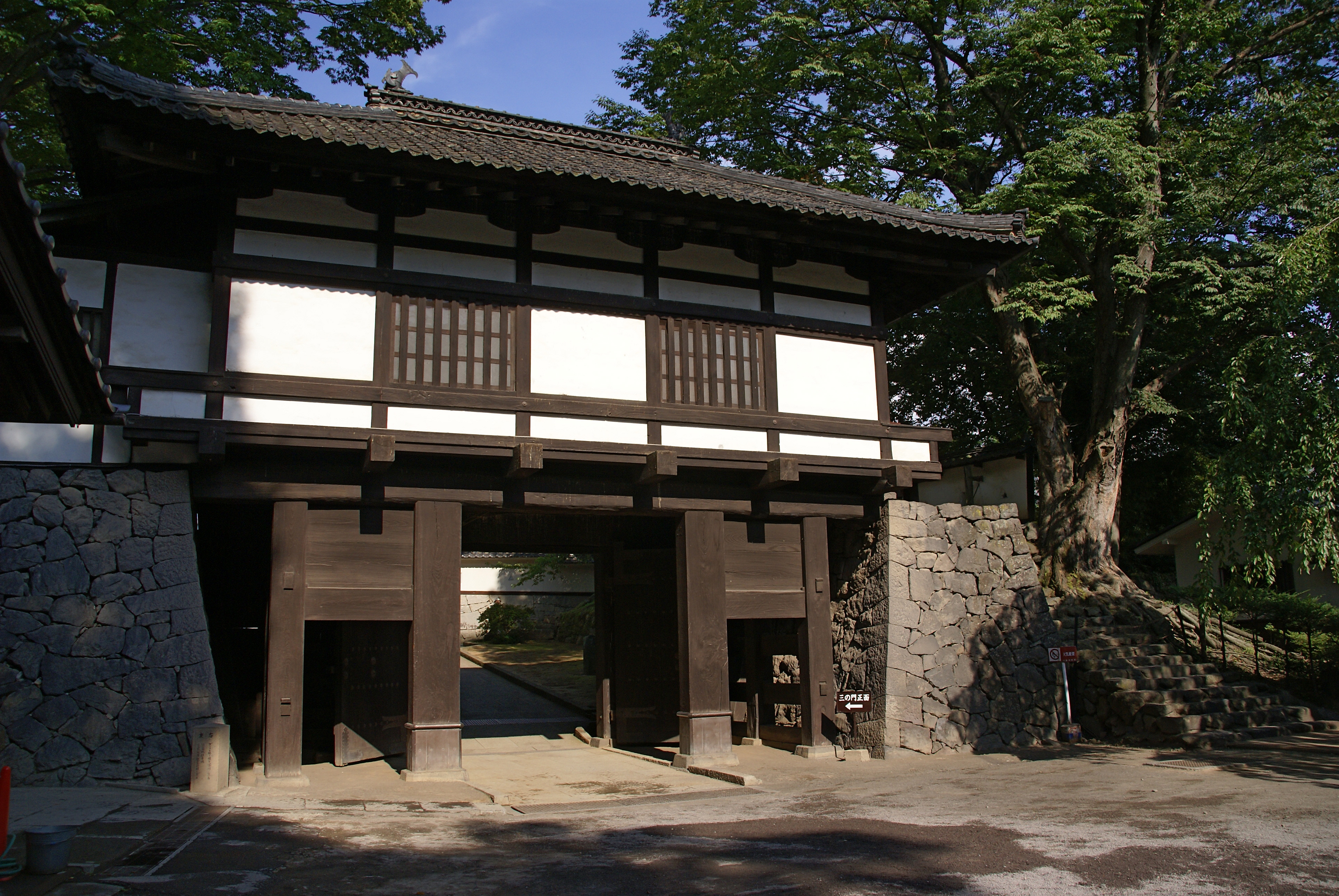
San-no-mon, innen
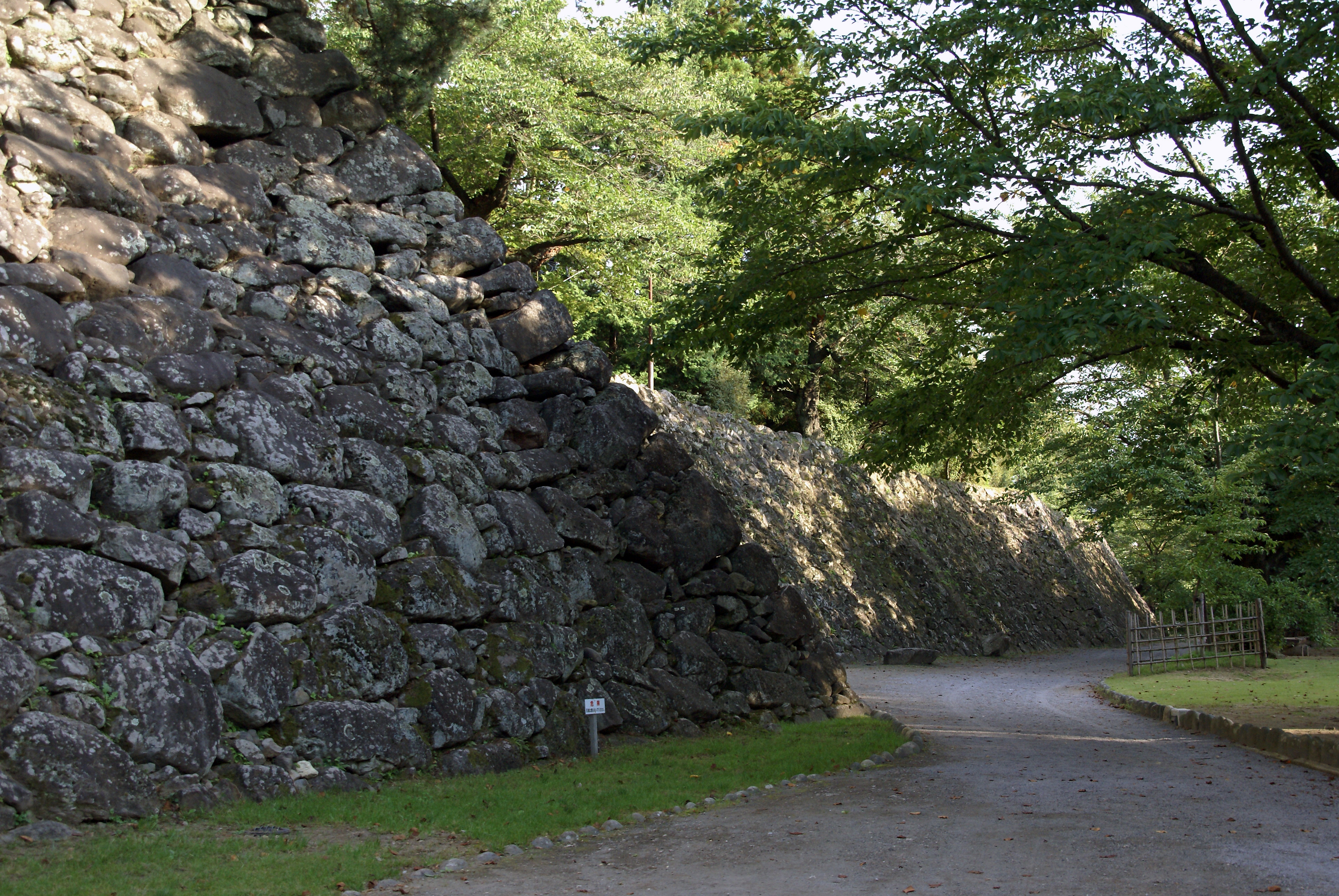
Burgmauer
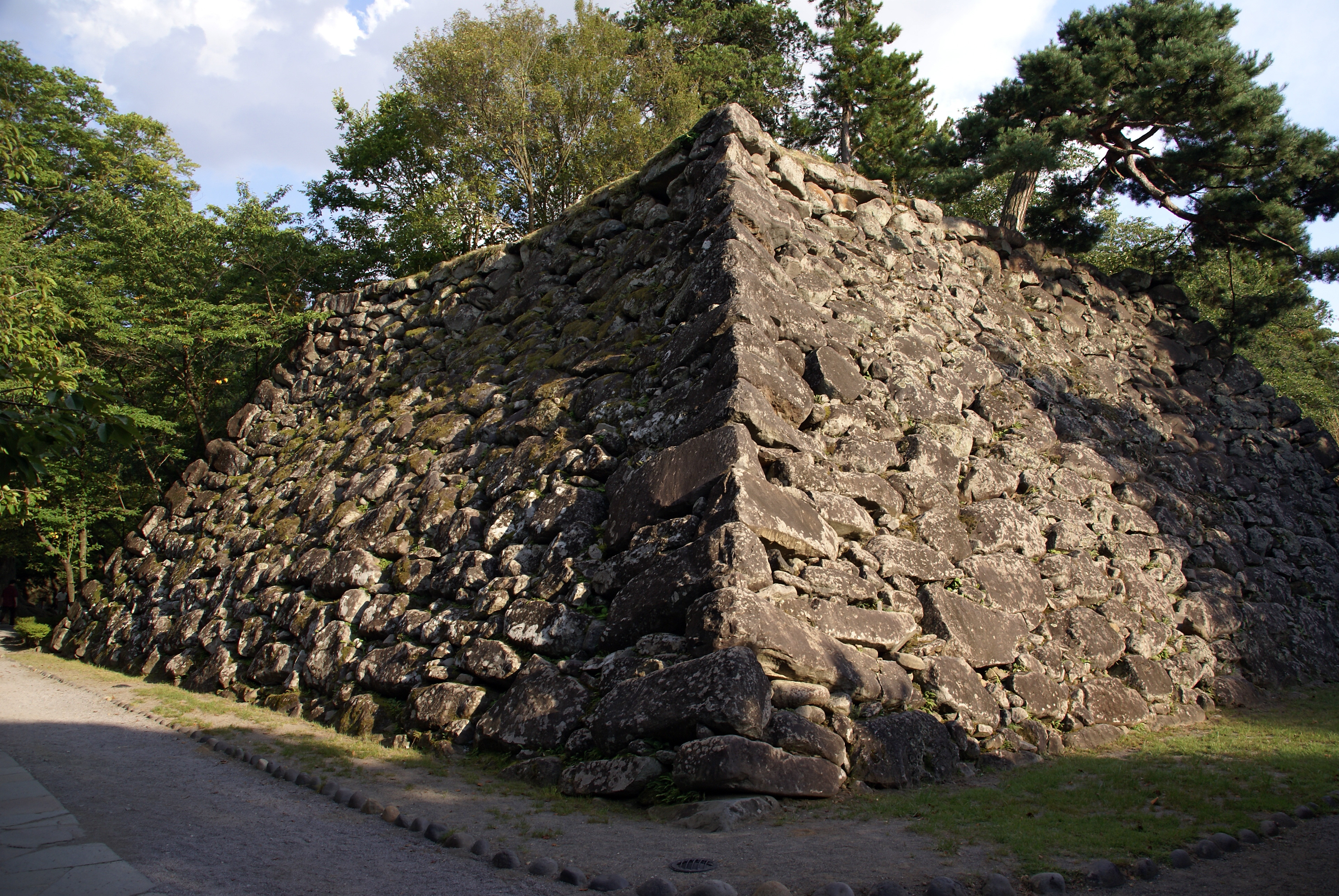
Basis des Burgturms
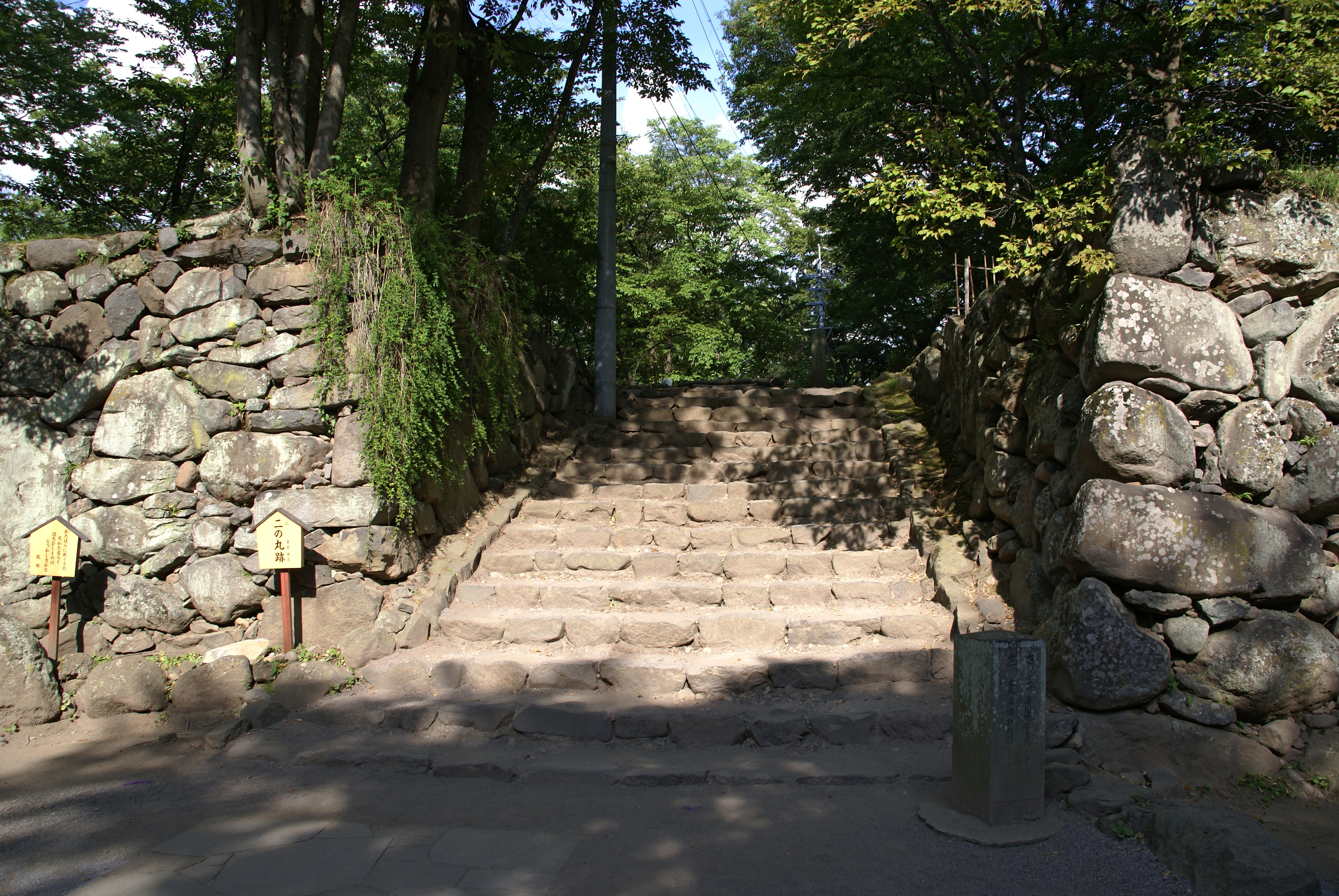
Aufgang zum Ni-no-maru
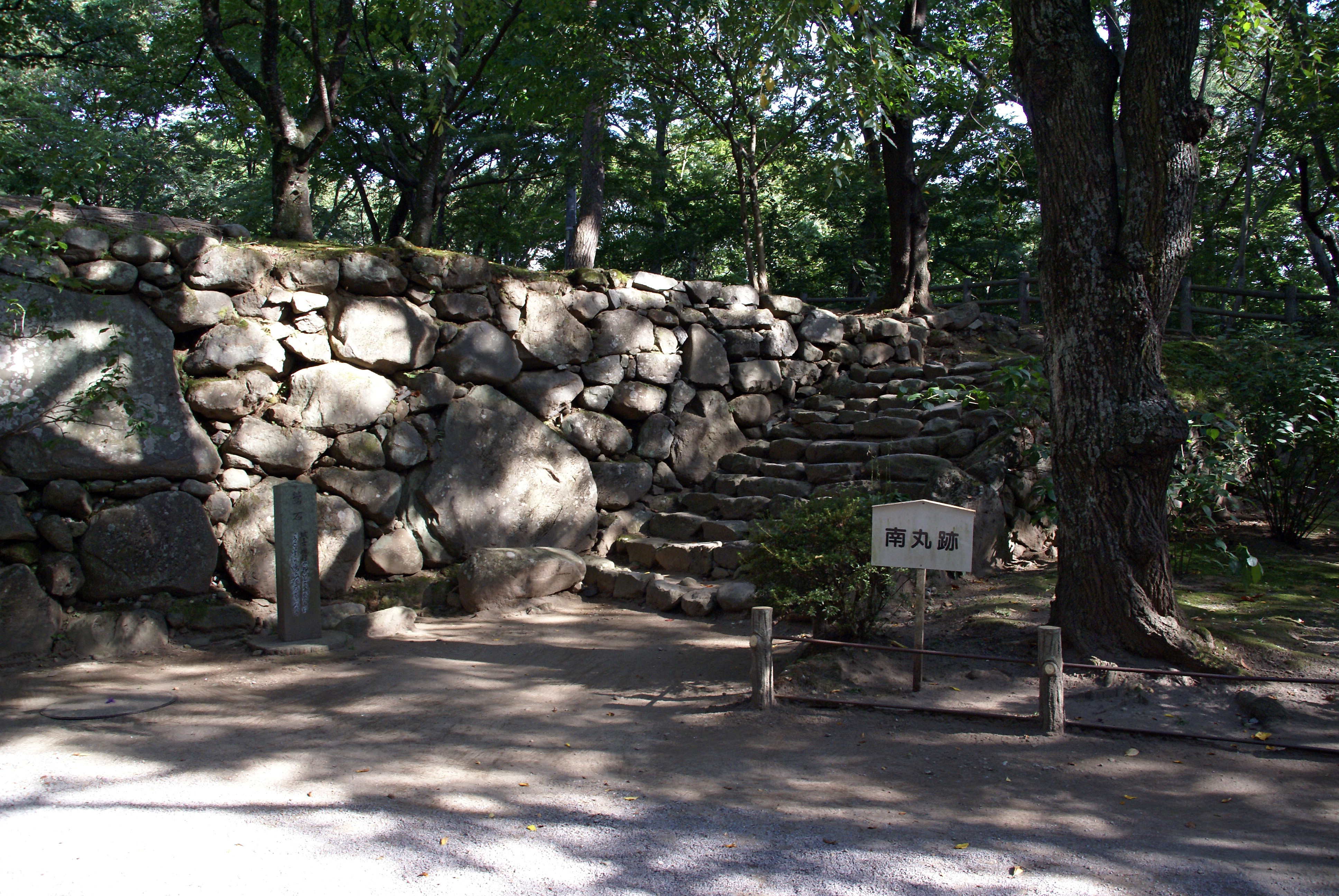
Aufgang zum Minami-no-maru
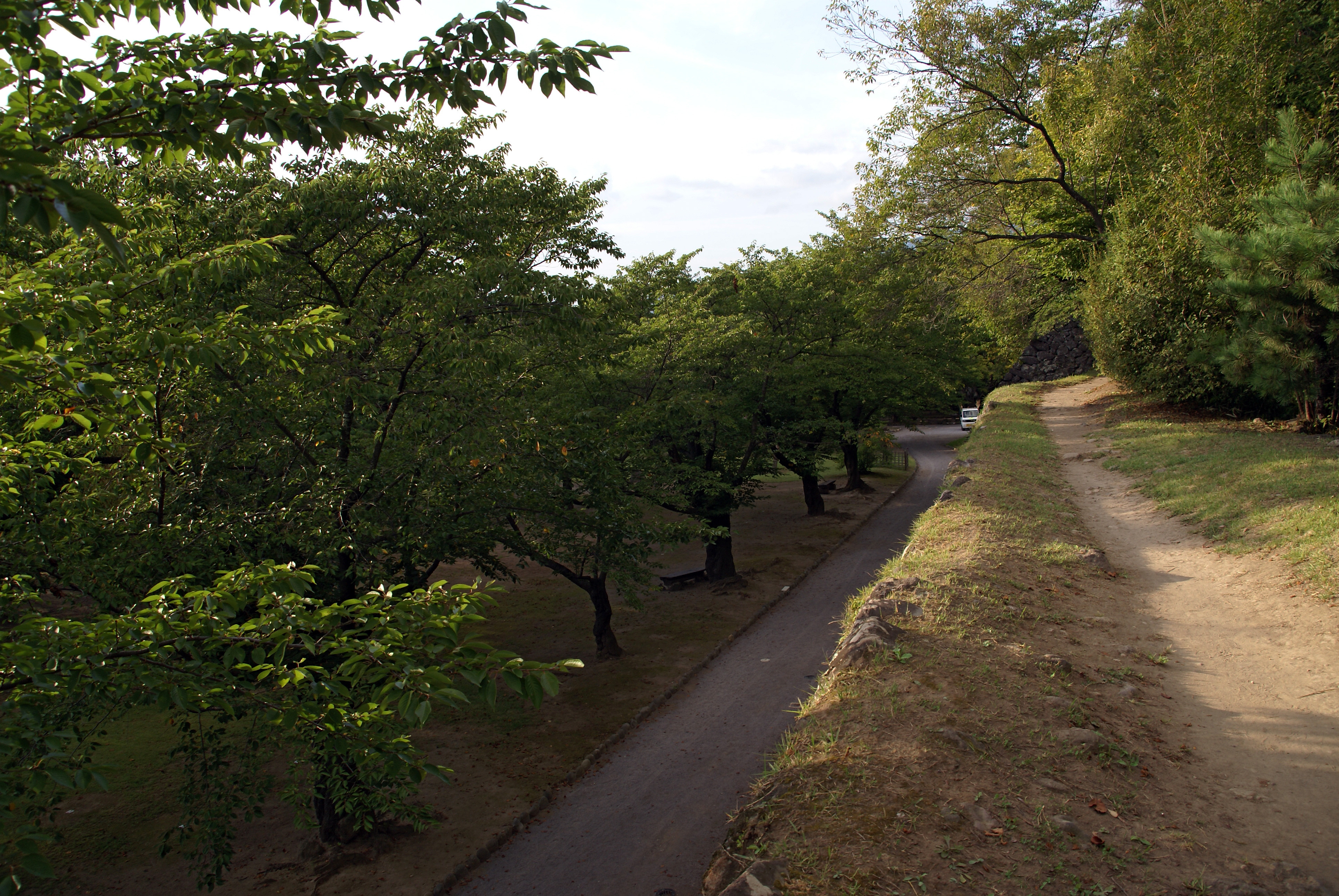
Graben-Stufen